# لجنة البرلمان الأوروبي للنقل والسياحة
لجنة النقل والسياحة (بالإنجليزية: Committee on Transport and Tourism)‏ المعروفة اختصاراً بـ TRAN هي إحدى لجان البرلمان الأوروبي. الرئيس الحالي للجنة هي إليزا فوسمبيرج ‏.

## أنظر أيضاً
- منطقة شنغن
- لجان البرلمان الأوروبي